# Battaglia della Foresta di Cosmin
La battaglia della Foresta di Cosmin fu lo scontro culminante della Guerra polacco-moldava, un conflitto tra re Giovanni I Alberto di Polonia ed il voivoda (principe) Ştefan cel Mare di Moldavia consumatosi nel 1497.

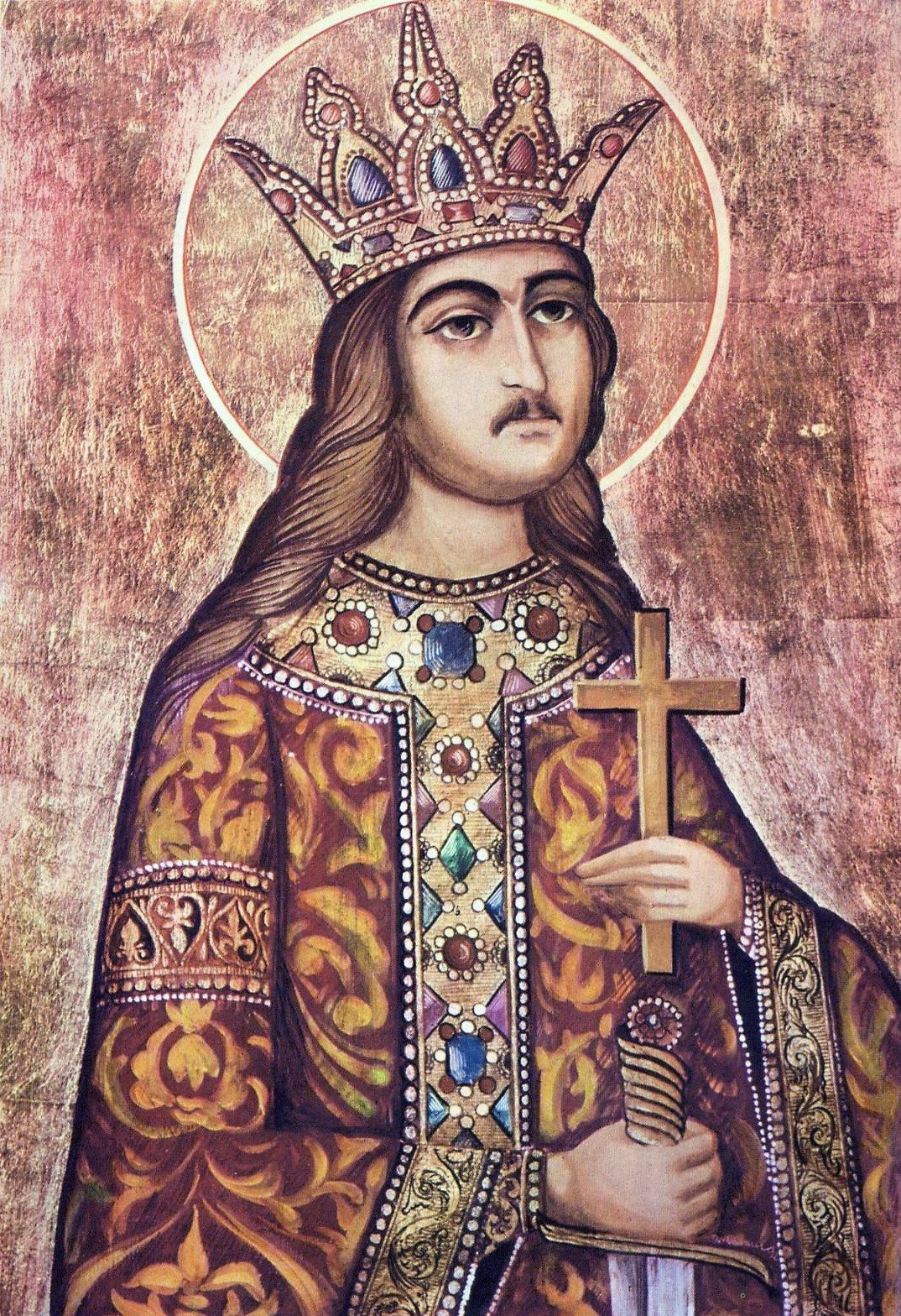
Ştefan cel Mare.

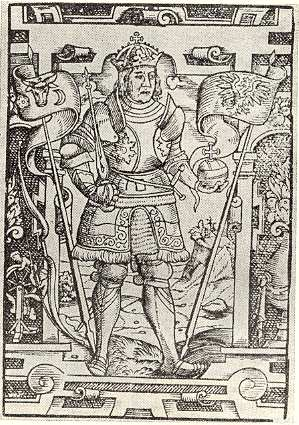
Giovanni I Alberto Jagellone.

## Antefatto
A partire dal 1494, Giovanni I Alberto di Polonia iniziò i preparativi per una crociata contro i turchi che prevedeva la collaborazione tra i polacchi, il marchese Giovanni I di Brandeburgo, Ladislao II di Boemia (fratello di Giovanni Alberto) ed il voivoda Ştefan. Nel corso del 1496, Giovanni Alberto riuscì faticosamente a raccogliere un'armata di 80 000 polacchi ma la sua crociata si tramutò in una contesa con i moldavi per il controllo sulla Galizia: Ştefan aveva infatti iniziato a sospettare che il polacco fosse intenzionato a deporlo per consegnare la Moldavia a suo fratello Sigismondo Jagellone.
Entrato in Moldavia nella primavera del 1497, Giovanni Alberto aveva puntato al cuore del regno, mettendo sotto assedio la capitale di Ştefan, Suceava. Logorato dalla tattica della terra bruciata dei moldavi, l'esercito polacco levò l'assedio da Suceava il 19 ottobre con un nulla di fatto, notevolmente provato dalla fame e dalle malattie.

## Lo scontro
In base agli accordi presi con Ştefan, Giovanni Alberto avrebbe dovuto raggiungere la Polonia tramite il tragitto Chotyn-Kam"janec'-Podil's'kyj. Lo Jagellone risolse invece di attraversare la Bucovina, in direzione di Sniatyn, perché sapeva che lungo il percorso non avrebbe trovato di che approvvigionare l'esercito.
Il 26 ottobre, le forze polacche, presumibilmente ormai ridotto a 60 000 uomini, si stavano imbottigliando nel sentiero che attraversava la Foresta di Cosmin, il passaggio collinare che separava la valle di Černivci dalla valle di Siret. Ştefan le attaccò; la manovra moldava, congiunta ad un attacco sferrato contro le forze polacche di rinforzo in arrivo a Lenţeşti, aveva il chiaro intento di sterminare gli invasori.
Impossibilitato a schierare la sua potente cavalleria pesante, Giovanni Alberto fu costretto a farsi largo tra la foresta e le forze di Ştefan in una sanguinosa battaglia che si protrasse per tre giorni. Il vantaggio numerico e la disciplina permisero ai polacchi di resistere. Usciti dalla strettoia, i due eserciti si scontrarono in campo aperto.
Grazie alla superiorità della sua cavalleria, Giovanni Alberto riuscì ad organizzare una ritirata ordinata verso il fiume Prut, che venne guadato presso Cernǎuţi, mentre Ştefan cercava di impegnare i polacchi in un ultimo scontro per annientare il nemico. I rinforzi polacchi venivano nel frattempo sterminati presso Lenţeşti (29 ottobre).

## Esito
Rimasto formalmente padrone del campo, Ştefan cel Mare non era però riuscito ad uccidere Giovanni Alberto ne a debilitare significativamente il suo esercito (rientrato in Polonia, lo Jagellone avrebbe accusato i suoi insubordinati nobili e non i moldavi di aver provocato la sconfitta). Per cautelarsi contro il potente vicino, Ştefan chiese l'aiuto dei turchi, alleandosi con il sultano Bayezid II.